# Christopher Heyerdahl

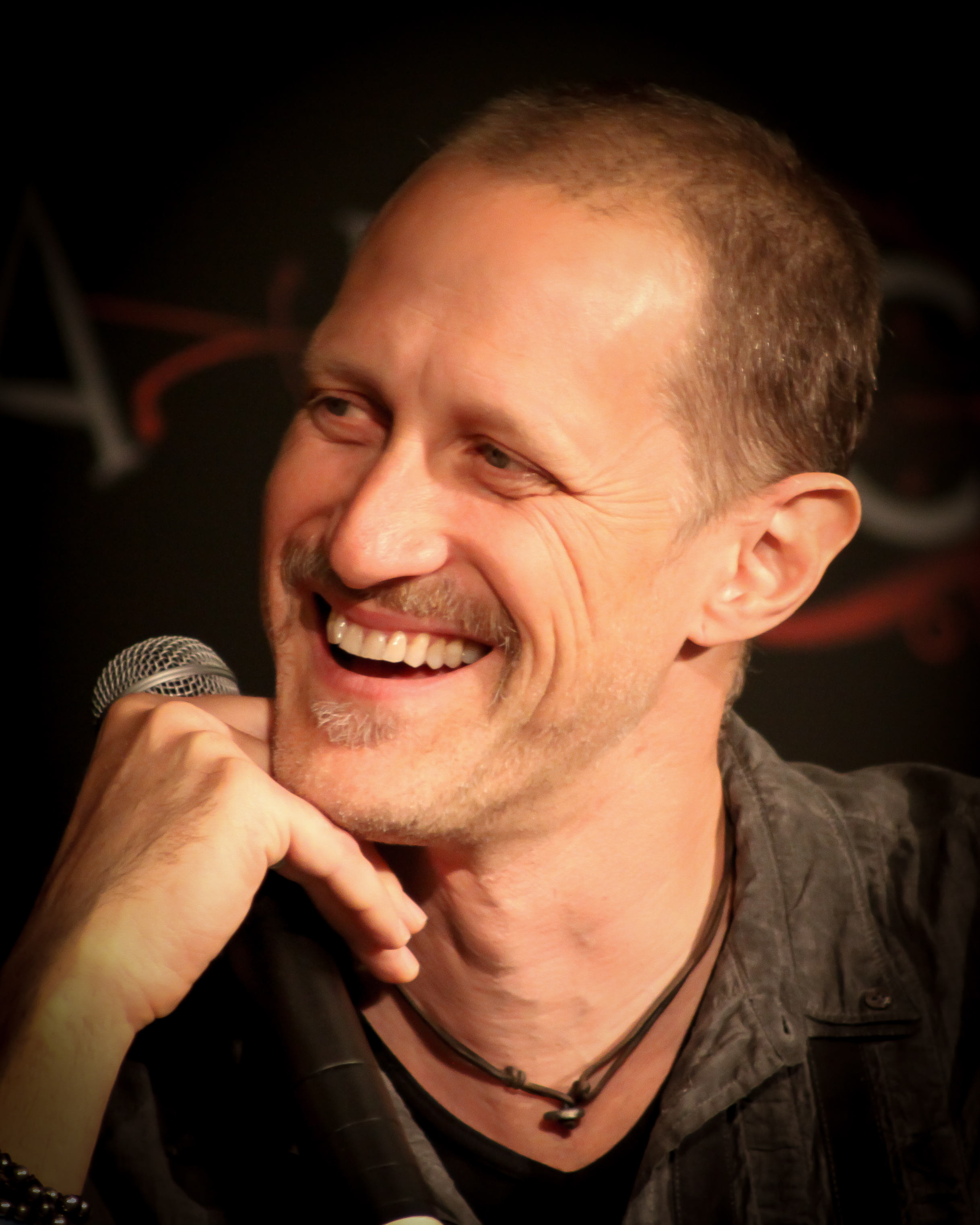
Christopher Heyerdahl (2010)

Christopher Heyerdahl (* 18. September 1963 in British Columbia, Kanada) ist ein kanadischer Schauspieler norwegischer Abstammung.

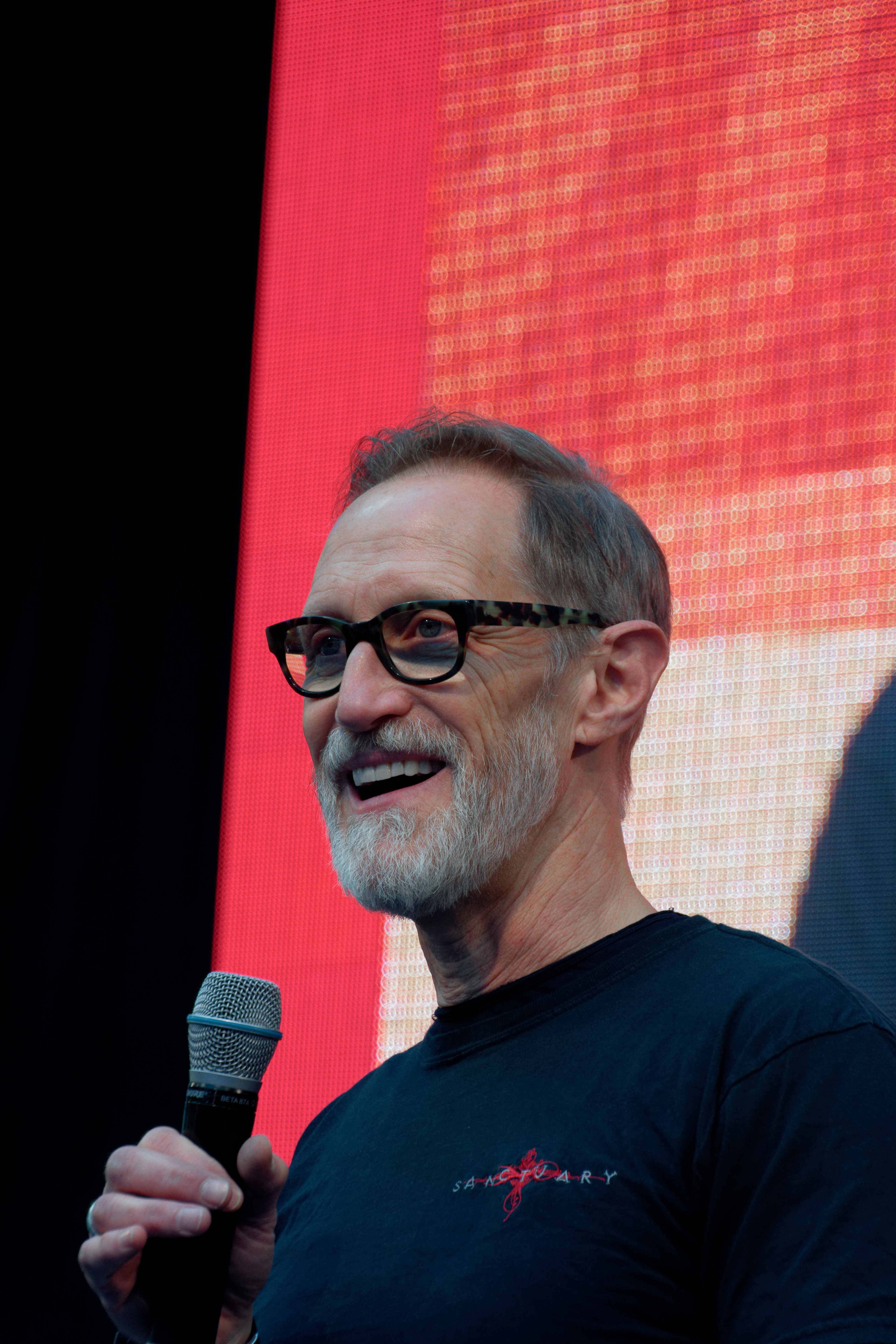
Christopher Heyerdahl auf der ComicCon 2024

## Karriere
Heyerdahls Schauspielkarriere begann 1987 mit einer kleinen Gastrolle in der Fernsehserie 21 Jump Street – Tatort Klassenzimmer. Seitdem hat der 1,93 m große Schauspieler in zahlreichen, vorwiegend kanadischen Filmen und Serien mitgewirkt. Einem internationalen Publikum wurde Heyerdahl vor allem durch seine Gastauftritte in mehreren, teils sehr erfolgreichen Science-Fiction- und Fantasyproduktionen bekannt; so hatte er Nebenrollen unter anderem in den Serien Smallville und Supernatural. In der Science-Fiction-Serie Stargate Atlantis war er zwischen 2004 und 2009 in drei verschiedenen Rollen zu sehen, unter anderem in der des Wraith „Todd“.
Ab 2007 gehörte Heyerdahl zur Hauptbesetzung der kanadischen Mysteryserie Sanctuary – Wächter der Kreaturen, wo er Bigfoot und den Teleporter John Druitt verkörperte. Die vierte und letzte Staffel wurde in den Vereinigten Staaten Ende 2011 ausgestrahlt, im März 2012 gab der Fernsehsender Syfy die Einstellung der Serie bekannt. In den Fantasyfilmen New Moon – Biss zur Mittagsstunde (2009) und Breaking Dawn – Biss zum Ende der Nacht, Teil 1 (2011) ist er als Volturi-Vampir Marcus zu sehen. Zwischen 2011 und 2016 besetzte Heyerdahl zudem die Rolle von Thor „Der Schwede“ Gundersen in der US-amerikanischen Westernserie Hell on Wheels. Die Rolle war zunächst als Nebenrolle angelegt, wurde aber mit dem Beginn der zweiten Staffel zu einer Hauptrolle ausgebaut.
Der norwegische Anthropologe Thor Heyerdahl war der Cousin seines Vaters.

## Filmografie (Auswahl)
- 1996: Silent Trigger – Im Fadenkreuz des Killers (Silent Trigger)
- 1997: Der Gejagte (Affliction)
- 1997: Es lebt! (Habitat)
- 1999: Symphonie des Todes (Requiem for Murder Classy Kill)
- 2000: Nikita (La Femme Nikita, Fernsehserie, Folge 4x17)
- 2002: Das Denver-Attentat (Aftermath)
- 2003: Andromeda (Fernsehserie, Gastauftritt)
- 2003: Stargate – Kommando SG-1 (Stargate SG-1, Gastauftritt Folge 7x05)
- 2004: Catwoman
- 2004: Kingdom Hospital (Fernsehserie, 3 Folgen)
- 2004: Riddick: Chroniken eines Kriegers (The Chronicles of Riddick)
- 2004: Blade: Trinity
- 2004–2009: Stargate Atlantis (Fernsehserie, 23 Folgen)
- 2005: In den Westen (Into the West, Fernsehserie, 6 Folgen)
- 2007: Smallville (Fernsehserie, 2 Folgen)
- 2007: Dead Zone (The Dead Zone, Fernsehserie, Folge 5x03)
- 2007: Killer Wave – Die Todeswelle (Killer Wave, Fernsehfilm)
- 2007–2011: Sanctuary – Wächter der Kreaturen (Webserie/Fernsehserie, 59 Folgen)
- 2009: Supernatural (Fernsehserie, 3 Folgen)
- 2009: New Moon – Biss zur Mittagsstunde (The Twilight Saga: New Moon)
- 2010: Human Target (Fernsehserie, Folge 1x11)
- 2010: Caprica (Fernsehserie, 3 Folgen)
- 2011: R. L. Stine’s The Haunting Hour (Fernsehserie, Folge 1x11)
- 2011: Breaking Dawn – Biss zum Ende der Nacht, Teil 1 (The Twilight Saga: Breaking Dawn – Part 1)
- 2011–2016: Hell on Wheels (Fernsehserie, 40 Folgen)
- 2012: True Blood (Fernsehserie, 6 Folgen)
- 2012: Breaking Dawn – Biss zum Ende der Nacht, Teil 2 (The Twilight Saga: Breaking Dawn – Part 2)
- 2013: Castle (Fernsehserie, Folge 5x16)
- 2013: Vegas (Fernsehserie, Folge 1x20)
- 2013: CSI: Vegas (CSI: Crime Scene Investigation, Fernsehserie, Folge 13x13)
- 2013: Falling Skies (Fernsehserie, Folge 3x07)
- 2014: Beauty and the Beast (Fernsehserie, Folge 2x14)
- 2014: Rush (Fernsehserie, Folge 1x03)
- 2014: Gotham (Fernsehserie, 2 Folgen)
- 2016–2019: Van Helsing (Fernsehserie, 26 Folgen)
- 2017: MacGyver (Fernsehserie, Folge 1x17)
- 2017: Scorpion (Fernsehserie, Folge 3x21)
- 2017: The Quest – Die Serie (The Librarians, Fernsehserie, Folge 4x06)
- 2017–2018: Damnation (Fernsehserie, 10 Folgen)
- 2017: Tin Star (Fernsehserie, 9 Folgen)
- 2018: Sicario 2 (Sicario: Day of the Soldado)
- 2019: Pure (Fernsehserie, 6 Folgen)
- 2019: Togo
- 2020: Psych 2: Lassie Come Home (Fernsehfilm)
- 2020: Star Trek: Discovery (Fernsehserie, Folge 3x03)
- 2021: THEM (Fernsehserie)
- 2021: Chapelwaite
- 2022: Mord im Auftrag Gottes (Under the Banner of Heaven, Miniserie)
- 2022: Corner Office
- 2022: Peacemaker (Fernsehserie, 4 Folgen)
- 2023: The Boy in the Woods – Überleben ist alles (The Boy in the Woods)
- 2023: The Last of Us (Fernsehserie, 1 Folge)
- 2023: Monarch: Legacy of Monsters (Fernsehserie, 2 Folgen)